# Лабазное
Лабазное — упразднённая деревня в Верховажском районе Вологодской области. Входила в состав Верховского сельского поселения (до 2015 года входила в Олюшинское сельское поселение), с точки зрения административно-территориального деления — в Олюшинский сельсовет. В 2024 году включена в состав деревни Средняя и исключена из учётных данных.

## География
Расстояние по автодороге до районного центра Верховажья — 42 км, до деревни Средней — 1 км. Ближайшие населённые пункты — Слудная, Ботыжная, Средняя.

## Население
| 2010 |
| ---- |
| 17   |

По переписи 2002 года население — 32 человека (14 мужчин, 18 женщин). Всё население — русские.